# Gisella Neu
Gisella Neu (25. dubna 1908 – 22. prosince 1989), později Gisella Neu-Fishler, byla americká houslistka narozená v Konské v Rakouském Slezsku (nyní část města Třince v Česku). Někdy byla označována za Maďarku. Studovala na budapešťské hudební konzervatoři a ve Spojených státech u A. H. Trouka.

## Kariéra
Gisella Neu vystupovala jako dítě v Budapešti, Vídni a Havaně. Dále vystupovala mezi léty 1925 a 1930 v New Yorku. V tomto období byla vysílaná i v rozhlasových pořadech.
The New York Times v březnu 1929 uvedly, že „Neuová intonace je přesná, má teplý tón, je dostatečně objemný a její interpretace jsou hudebně brilantní v pozoruhodně osobitém stylu.“ V prosinci 1929 The New York Times napsaly, že „její extrémní a zjevná nervozita... ji ztěžuje dospět k její skutečným schopnostem.“ V druhém recitálu uvedla první představení díla Maxe Fishlera.
Gisella Neu pokračovala jako houslistka i poté, co se v roce 1930 provdala za spisovatele Maxe Fishlera. Vystoupila na přednášce o Richardu Wagnerovi v roce 1935, na benefičním koncertě v roce 1937 a jako sólistka na koncertě v roce 1948 pro International Music Lovers Guild. V 50. a 60. letech 20. století jako Gisella Neu-Fishler vystupovala v jižní Kalifornii.

## Osobní život
Gisella Neu se v roce 1930 provdala za filozofa a spisovatele Maxe Fishlera. V tomto roce také získala občanství ve Spojených státech amerických. Max Fishler zemřel v roce 1981 a Gisella Neu zemřela v roce 1989, ve věku 81 let, v Los Angeles.